# Castello di Avio
Das Castello di Avio oder Castello di Sabbionara (in alten deutschsprachigen Texten auch „Schloß Aue“ genannt) – teilweise aus dem 11. Jahrhundert – gehört zu den ältesten Befestigungsanlagen des Trentino. Sie befindet sich über der Vallagarina (deutsch Lagertal) in der Gemeinde Avio (Ortsteil Sabbionara d’Avio). Die Burg ist seit 1977 dank einer Schenkung durch die Gräfin Emanuela di Castelbarco im Besitz der Stiftung Fondo Ambiente Italiano (FAI).

## Geschichte
Seine geopolitisch strategische Bedeutung verdankt Sabbionara d’Avio seiner geografischen Position: Im Rücken wird der Hügel von Sabbionara d’Avio durch die Berge geschützt, während er gleichzeitig die historisch wichtigen Furte der im Tal verlaufenden Etsch überblickt. Die Vallagarina, über der die Burg thront, war eine der Hauptverbindungswege zwischen Nordeuropa und dem Mittelmeerraum, zwischen der Po-Ebene und dem Germanenreich. Durch sie führte die antike Via Claudia Augusta, die im Jahr 15 v. Chr. erbaut wurde und deren Verlauf auch die modernen Nord-Süd-Verbindungen folgen.
Die ersten historischen Quellen, in denen die Befestigungsanlage mit dem Namen Castellum Ava in Sabbionara d’Avio erwähnt wird, stammen aus dem Jahr 1053. Im 12. Jahrhundert gehörte die Burg der Familie Castelbarco, Vasallen des Bischofs von Trient. Sie überließen die Burg per testamentarischer Verfügung im Jahr 1411 den Venezianern. Diese erweiterten die Burganlage um eine Kapelle zu Ehren des Heiligen Michael und verzierten die Fassade mit den Wappen ihrer Dogen. Im Jahr 1509 fiel die Burg nach der Niederlage Venedigs in der Schlacht von Agnadello und dem Rückzug der Serenissima aus dem südlichen Trentino in die Hände der Habsburger Truppen unter Kaiser Maximilian I, der das kaiserliche Wappen aufmalen ließ und die Burg dann als Hypothek den Grafen von Arco überließ. Es folgten weitere Besitzerwechsel, bis die Burg im 17. Jahrhundert wieder in den Besitz der Familie Castelbarco kam. Im Jahr 1977 schenkte Emanuela Castelbarco, die Enkelin Arturo Toscaninis, die Burg dem FAI, der sie restaurierte und anschließend für den Publikumsverkehr öffnete.

## Beschreibung
Die Burg besteht aus drei Mauerringen, die die gesamte Verteidigungsanlage kranzförmig einkreisen. Sie verfügt über fünf Türme, darunter den Turm der picadora, wo in der Vergangenheit die Todesstrafe durch Hängen durchgeführt wurde. Seine Begrenzungslinie folgt dem abschüssigen Gelände und ist daher ungleichmäßig. Um den mächtigen Bergfried aus dem 11. Jahrhundert herum befinden sich mehrere mit Fresken verzierte Gebäude, wie z. B. das Wachhaus, die Kapelle, der Palast des Barons und das Liebeszimmer im obersten Stock des Bergfrieds selbst.
Der Freskenzyklus im Liebeszimmer wird einem Künstler aus dem venezianisch-emilianischen Umfeld zugeschrieben, der im 14. Jahrhundert lebte und dessen Arbeiten bereits in der Dominikanerkirche in Bozen zu erkennen sind. Die Fresken im Wachhaus hingegen, die die Kriegskunst und das Rittertum zum Thema haben, gehen auf einen Künstler aus dem Trentino aus der zweiten Hälfte des 14. Jahrhunderts zurück, der den Stil Veronas mit Stilelementen der nördlichen Alpen verbindet.

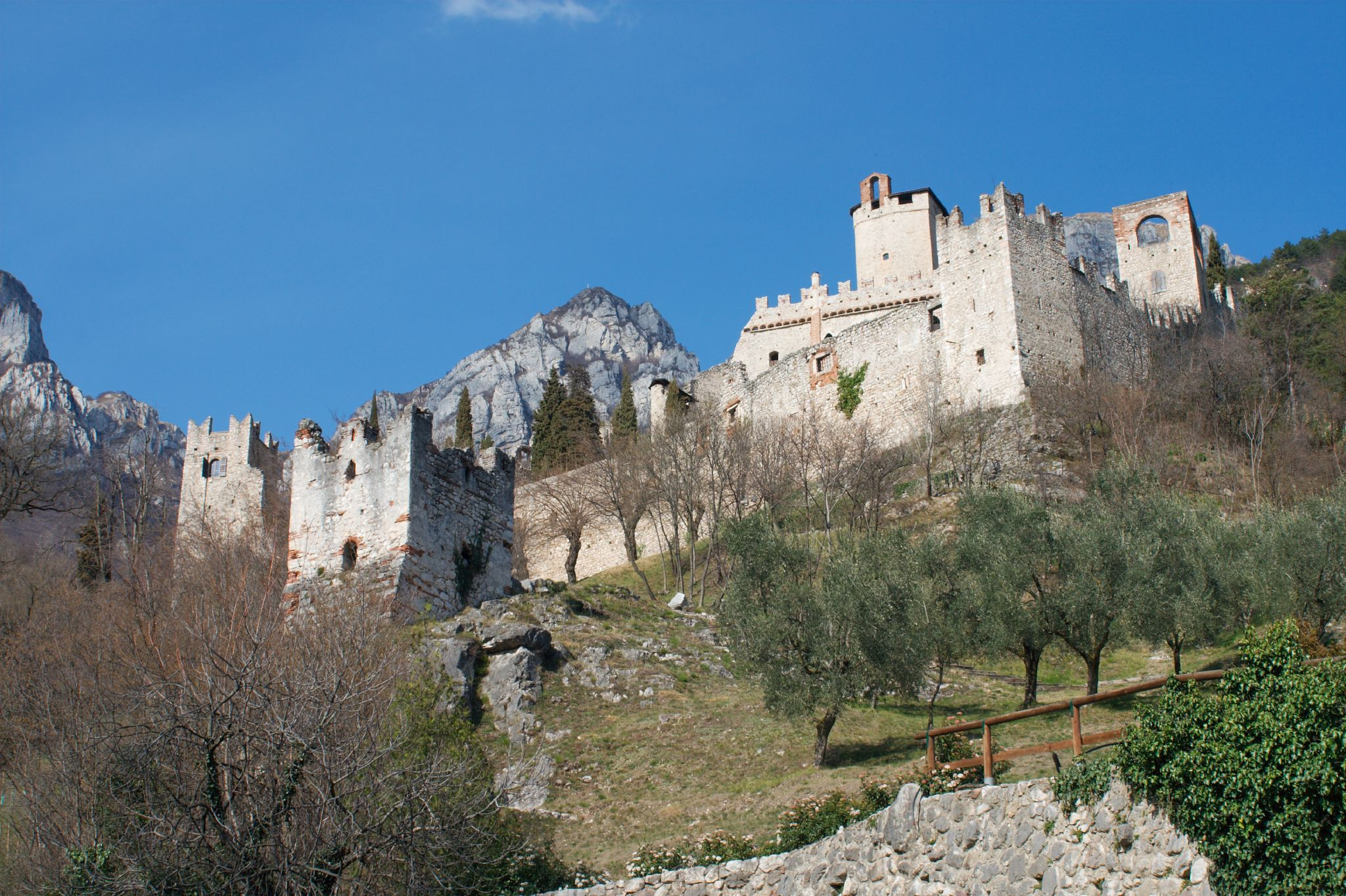
Vom Aufstieg zur Burg
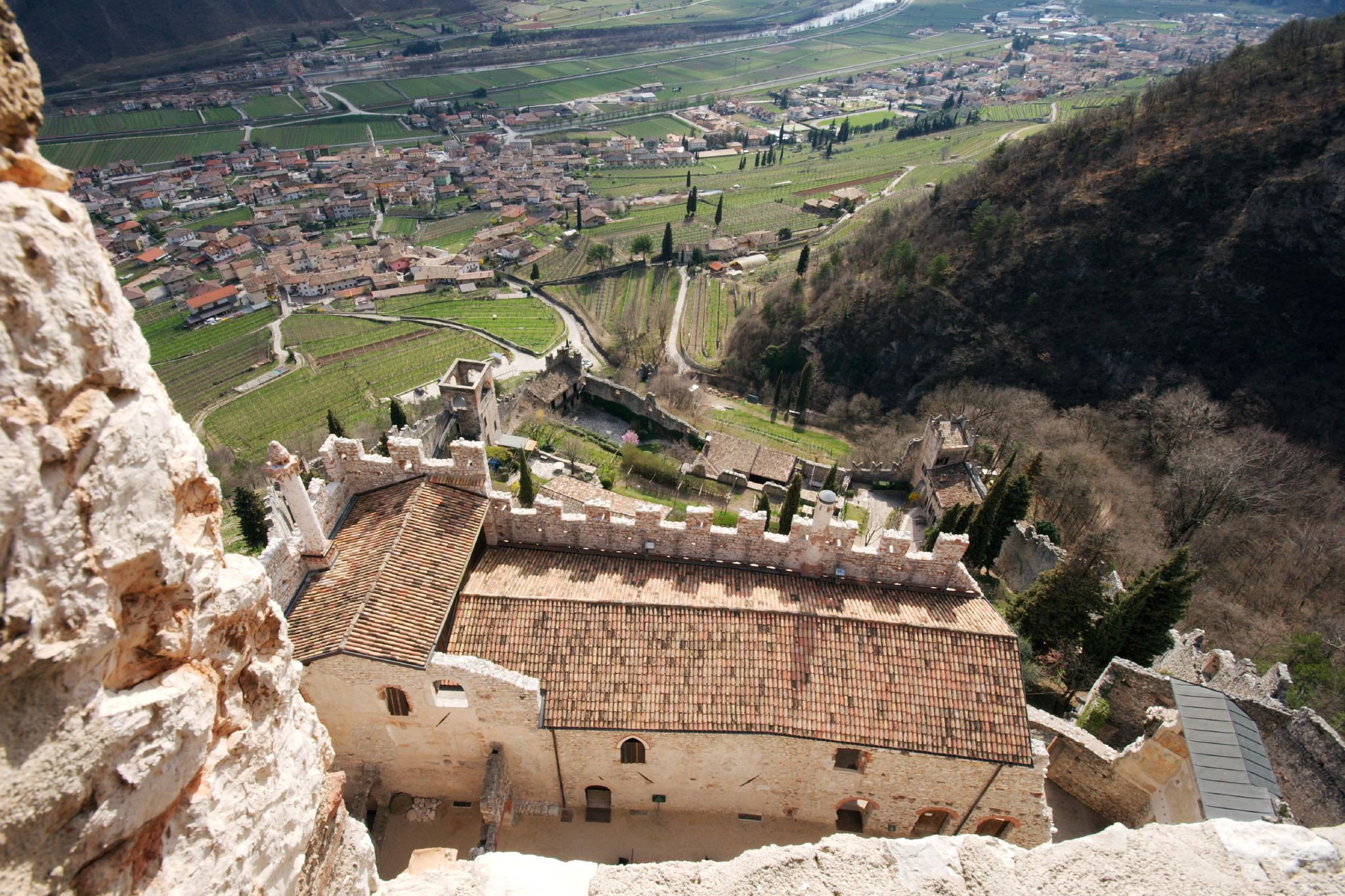
Blick vom Bergfried
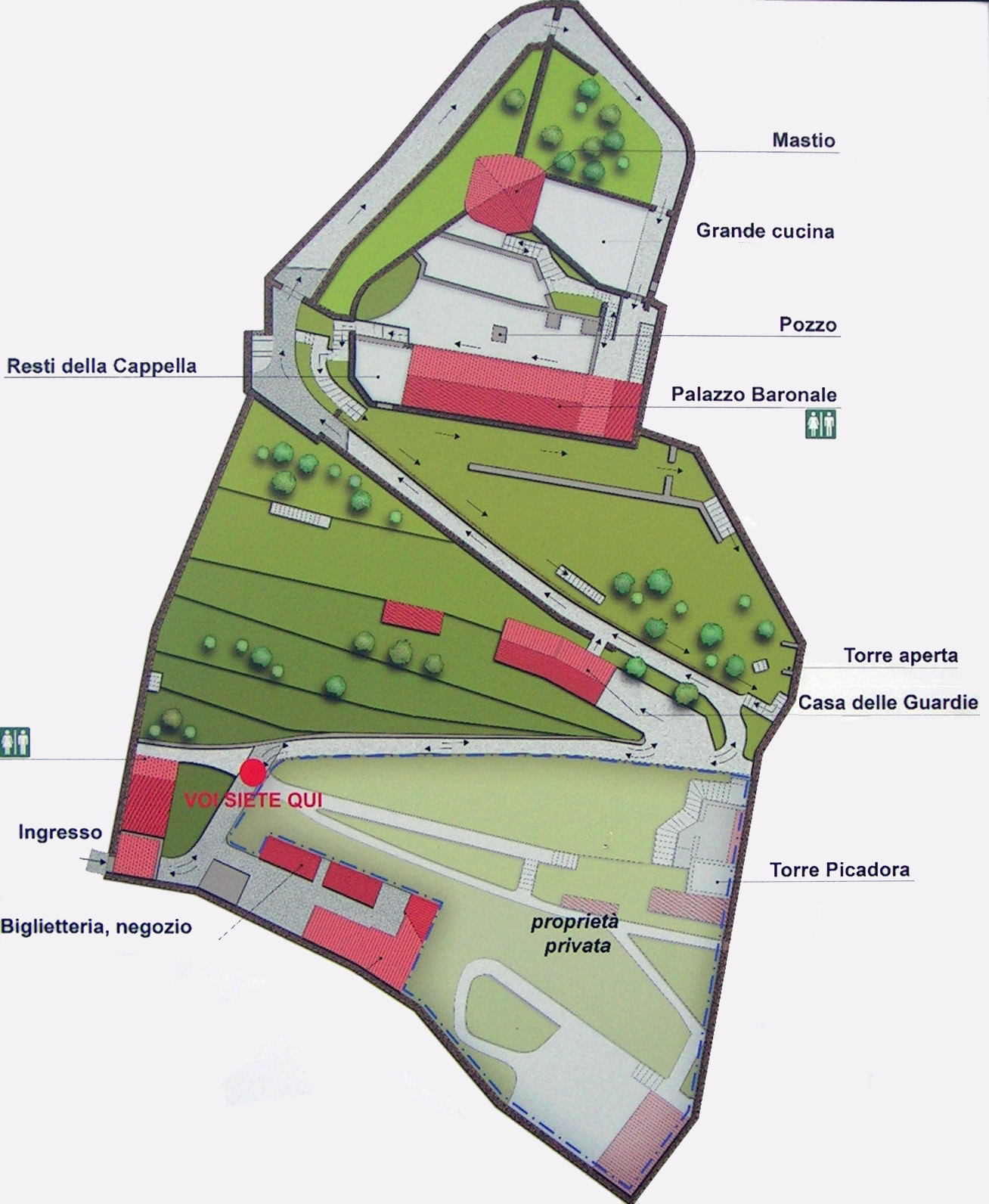
Lageplan
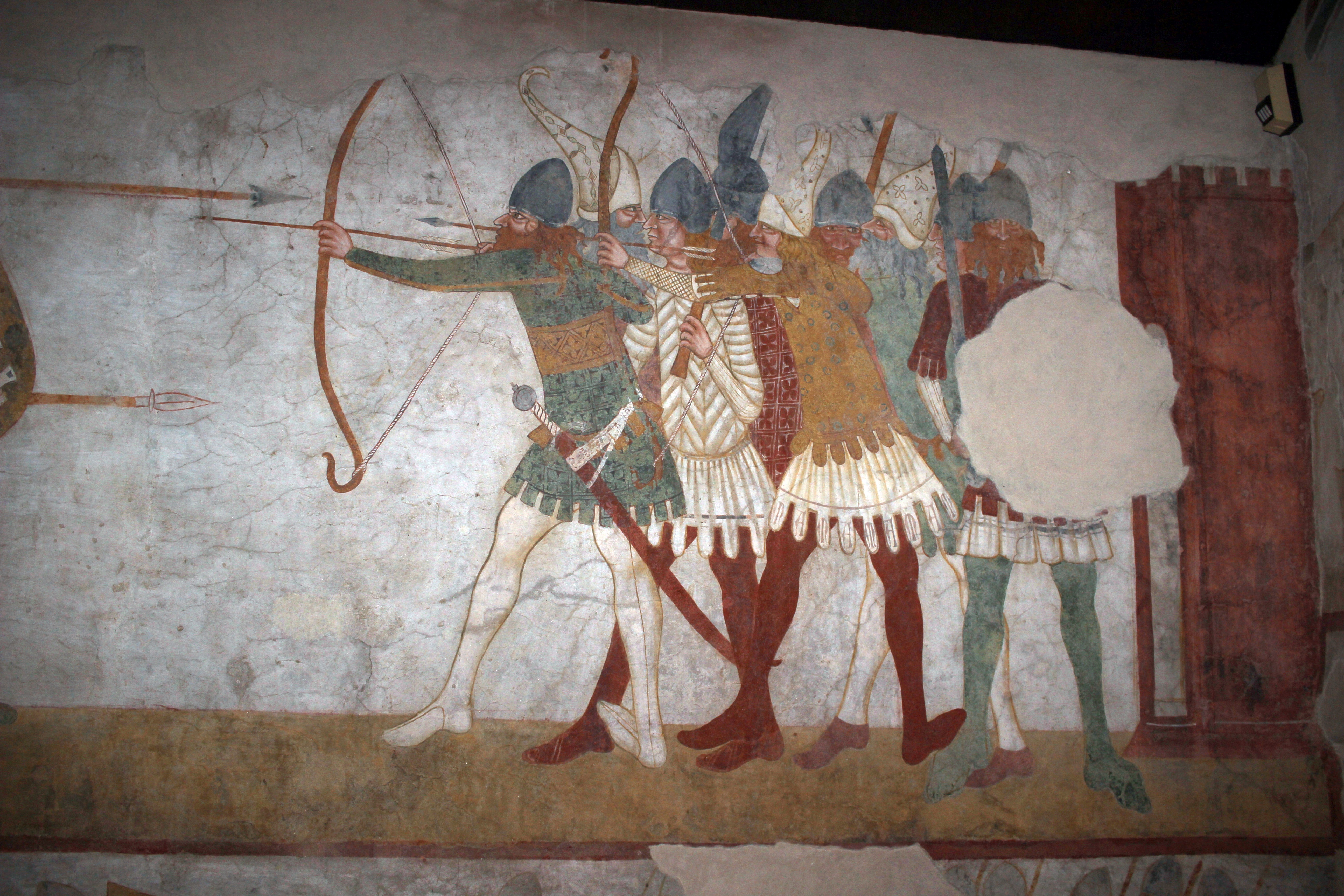
Freskenzyklus im Wachhaus
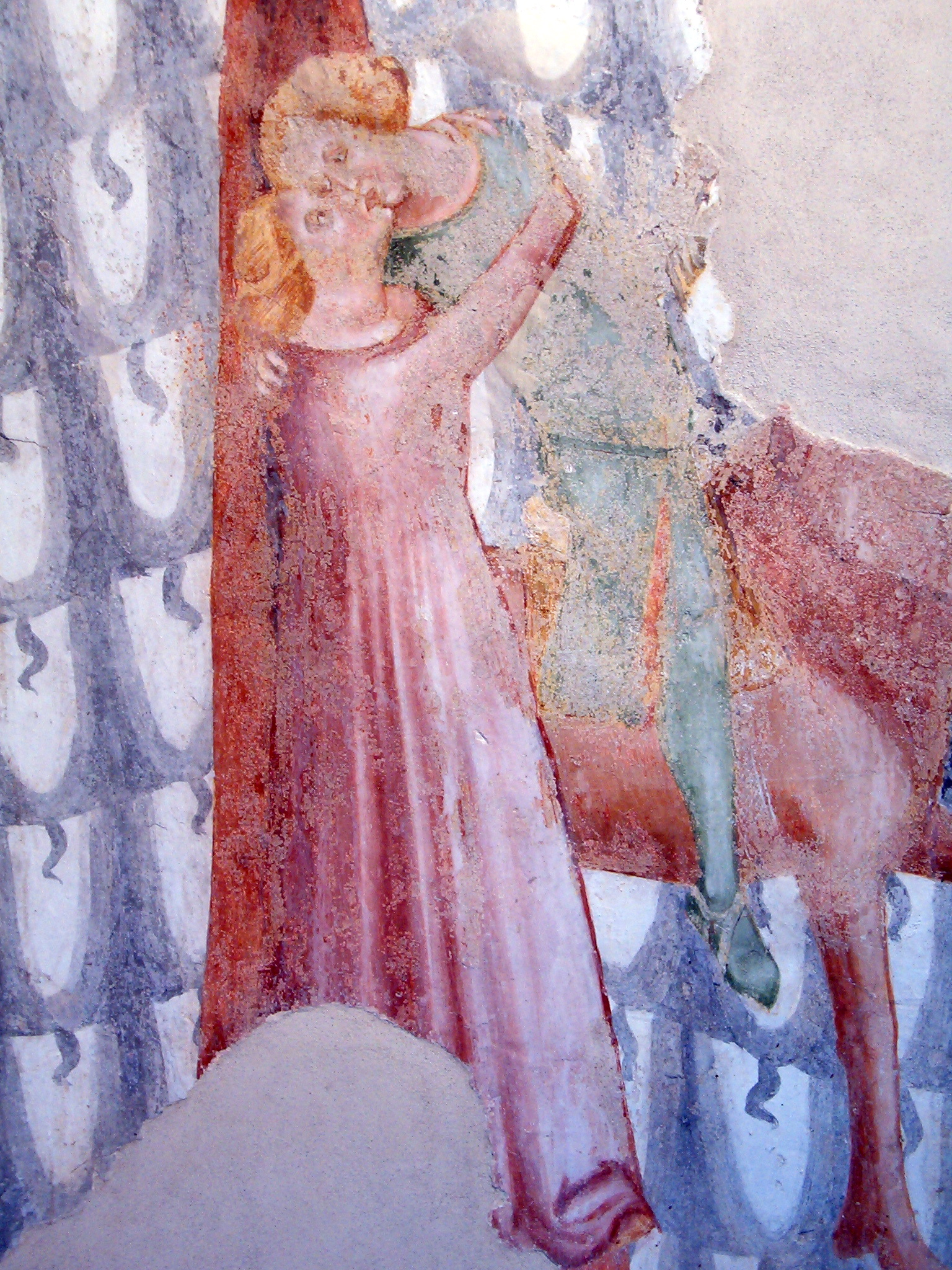
Fresken aus dem Liebeszimmer

## Bibliografie
- L. Borromeo Dina (Hrsg.): Castello di Sabbionara d’Avio, Mailand 2005.
- L. Borromeo Dina (Hrsg.): Il libro del FAI, Mailand 2005, S. 17–37.
- G. Ulrich Großmann: Das Castello di Avio bei Sabbionara. In: INSITU 2018/1. ISSN 1866-959X, S. 37–50.
- Sabine Sommerer: Die Camera d’Amore in Avio. Wahrnehmung und Wirkung profaner Wandmalerei des Trecento. Chronos, Zürich 2012, ISBN 978-3-0340-1021-4